# Enrique Granados

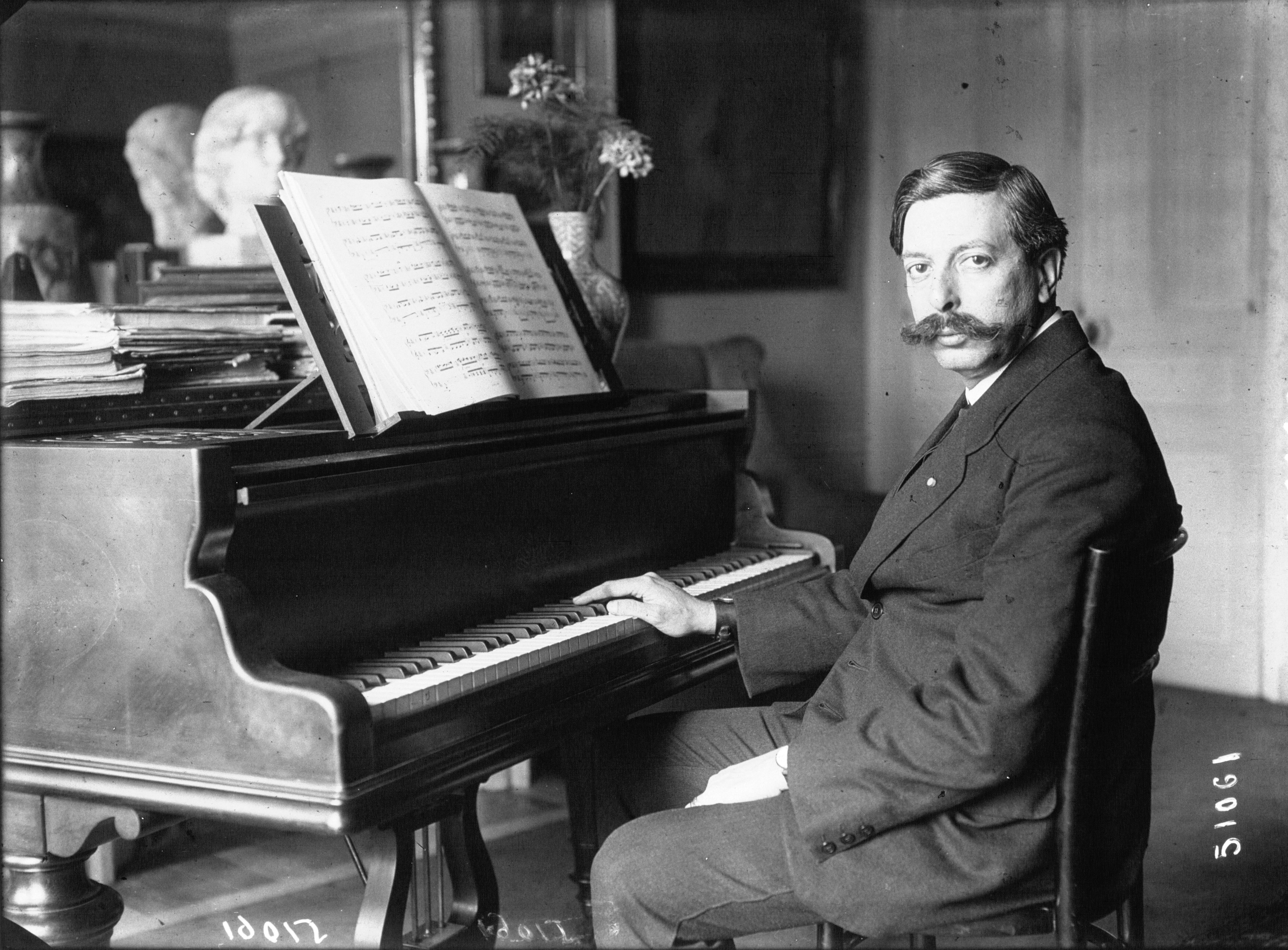
Enrique Granados y Campiña, Mai 1914

Enrique Granados y Campiña (katalanisch Enric Granados i Campiña) (* 27. Juli 1867 in Lérida, Spanien; † 24. März 1916 nach der Torpedierung der Kanalfähre Sussex im Ärmelkanal) war ein spanischer Komponist und Pianist. Enrique Granados gilt als Wegbereiter einer Pianistengeneration, die gelegentlich unter dem Begriff der Katalanischen Pianistenschule zusammengefasst wird.

## Leben
Enrique Granados war der Sohn des auf Kuba geborenen Armeekapitäns Calixto José de la Trinidad Granados y Armenteros und der aus Santander stammenden Enriqueta Elvira Campiña. Er studierte Klavier bei Ricardo Viñes und Komposition bei Felipe Pedrell, dem führenden spanischen Musiktheoretiker und Komponisten seiner Zeit. Dieser forderte eine Erneuerung der spanischen Musik aus dem Geist der Folklore. Granados gehört neben Pedrells beiden anderen bedeutenden Schülern Isaac Albéniz und Manuel de Falla zu den großen Erneuerern der spanischen Musik.
Granados wurde ein ausgezeichneter und erfolgreicher Pianist. Er schrieb vor allem Lieder und Klavierwerke. Seine Opern, Zarzuelas und die Sinfonischen Dichtungen stehen in ihrer Bedeutung hinter der Klaviermusik. Hier nehmen die temperamentvollen Danzas españolas, die Valses Poeticos, sowie die poesievollen Goyescas (1911) den überragenden Platz ein. Der Klavierzyklus Goyescas, zu dem Granados durch Bilder des Malers Francisco de Goya (1746–1828) inspiriert wurde und die er seiner Frau widmete, schildert das Volksleben der Goya-Zeit. Die Goyescas gehören zu den virtuosesten Klavierkompositionen von Granados. Das berühmteste Stück ist Quejas ó la Maja y el Ruiseñor (deutsch Klagelieder oder das schöne Mädchen und die Nachtigall), auf dem die Melodie des später von Consuelo Velázquez geschaffenen Schlagers Bésame mucho beruht.
Am 7. Dezember 1892 heiratete er in der Kirche Monasterio de San Pedro de las Puellas in Barcelona die aus Valencia stammende María de los Desamparados Gal y Lloveras (genannt Amparo). Aus der Ehe gingen sechs Kinder hervor: Eduardo, Solita, Enrique, Victor, Francisco und Natalia. Der älteste Sohn, Eduardo Granados Gal (1894–1928), wurde Pianist, Komponist und Dirigent.
Viele seiner Werke wurden auch für Gitarre transkribiert und gehören zum Standardrepertoire von Gitarristen. Herausragende Gitarrenaufnahmen seiner Werke gibt es u. a. von Andrés Segovia, Narciso Yepes, Julian Bream, John Williams, Pepe Romero, Christopher Parkening, Manuel Barrueco oder David Russell. 1901 gründete Granados in Barcelona die Academia Granados (später Academia Marshall), die er bis zu seinem Tod leitete.
Die Pariser Oper gab Granados den Auftrag zur Komposition einer Oper. Darauf begann er den Klavierzyklus Goyescas zu einer gleichnamigen Oper umzuarbeiten. Nach Ausbruch des Ersten Weltkrieges musste die Pariser Oper ihren Auftrag jedoch zurückziehen. Die New Yorker Metropolitan Opera, schon lange an einem Stück eines spanischen Komponisten interessiert, beauftragte Granados daraufhin, die Oper fertigzustellen. Granados, der in seinem Leben nie gerne und viel gereist war, fuhr mit seiner Frau zusammen mit dem Sängerensemble zur Aufführung der Oper nach New York. Dort erlebte er eine glückliche Zeit, wurde gefeiert und umjubelt. Unter anderem wurde Granados vom US-Präsidenten Woodrow Wilson eingeladen, im Weißen Haus einen Klavierabend zu geben, weshalb er nicht wie ursprünglich geplant direkt nach Spanien zurückreisen konnte; stattdessen nahm er ein späteres Schiff nach England. Auf der letzten Etappe der Heimreise wurde die französische Kanalfähre Sussex im Ärmelkanal beim Übersetzen von Folkestone nach Dieppe von einem deutschen U-Boot torpediert und schwer beschädigt. Granados konnte zwar zunächst gerettet werden, stürzte sich aber, als er seine Frau hilflos im Meer treiben sah, in einem verzweifelten Rettungsversuch zurück in die Fluten, in denen beide ertranken.

## Einspielungen seiner Werke (Gesamtaufnahmen)
Die Gesamteinspielung der Klavierwerke durch den ungarischstämmigen britischen Pianisten und Hochschullehrer Thomas Rajna (1928–2021) erfolgte 1976 für das 1973 gegründete britische Klassiklabel CRD.
Auf CD wurden diese Aufnahmen erstmals 2004 von Brilliant Classics in einer Box aus 6 CDs veröffentlicht (EAN Nr. 5028421922836). CRD zog dann 2007 mit einer eigenen CD-Veröffentlichung nach, bei der die Aufnahmen auf 7 CDs verteilt wurden und einzeln gekauft werden können. Seither ist nur noch diese Gesamtaufnahme auf 7 CDs von CRD erhältlich.